# Bereraia eione
Bereraia eione is een eenoogkreeftjessoort uit de familie van de Leptopontiidae. De wetenschappelijke naam van de soort is voor het eerst geldig gepubliceerd in 1971 door Cottarelli.